# Gnaphaloryx dain
Gnaphaloryx dain es una especie de coleóptero de la familia Lucanidae.

## Distribución geográfica
Habita en Archipiélago Bismarck.